# Luis Cernuda
Luis Cernuda, né le 21 septembre 1902 à Séville et mort le 5 novembre 1963  à Mexico, est un poète espagnol de la Génération de 27.

## Biographie
Né à Séville, Luis Cernuda fréquente l'université de Séville où il rencontre Pedro Salinas, qui le met en contact avec Emilio Prados et Manuel Altolaguirre du magazine Litoral qui publient ses premiers poèmes.
En 1928-29, il est chargé de cours à l'université de Toulouse. De 1929 à 1938, il vit à Madrid, où il travaille dans les missions pédagogiques de la République et publie plusieurs ouvrages inclus dans la première édition de La realidad y el deseo (1936).
Défenseur de la cause républicaine, pendant la guerre civile en 1938, il s'exile au Royaume-Uni, puis aux États-Unis et enfin au Mexique,,,,,.

## Œuvres

### Poésie
La poésie cernudienne est une poésie de la méditation, qui consiste en quatre étapes, selon Octavio Paz : les années d'apprentissage, la jeunesse, la maturité et le commencement de la vieillesse.
- À l'étape initiale appartiennent ses premières poésies, publiées en 1927 avec le titre Perfil del aire qui montrent un poète de la contemplation élégiaque du monde.
- Égloga, elegía, oda, écrit entre 1927 et 1928, rend hommage à la tradition classique et touche les thèmes : amour et eros en particulier.
- Avec Un río, un amor et Los placeres prohibidos, rédigés entre 1929 et 1931, s'ouvre le ciclo de la juventud. Ces deux ouvrages révèlent l'adhésion de Cernuda au surréalisme. Bien que le classicisme soit toujours présent, l'essentiel de ces poèmes porte un esprit de rébellion contre l'ordre établi.
- Dans Los placeres prohibidos, c'est la revendication ouverte de l'homosexualité.
- Donde habite el olvido (1934) est une œuvre néo-romantique, qui développe une élégie amoureuse. Le texte est inspiré de sa relation amoureuse avec l'acteur galicien Serafín Ferro[7].
- Invocaciones, en 1934-35, présente une expansion néo-romantique dans de longs poèmes à la gloire du monde, exaltant la mission du poète.
- La période de maturité commence avec Las nubes (1940 et 1943), un des ouvrages sur la guerre d'Espagne, où l'élégiaque atteint sa plénitude.
- Dans La adoración de los magos, le poète, stimulé par la lyrique anglaise, inclut des monologues dramatiques ; prolongeant également le ton et le style dans Como quien espera el alba (1947).
- À partir de ses souvenirs sévillans, il élabore en prose Ocnos (1e ed. en 1942, édition augmentée : 1949 et 1963), qui permet de comprendre sa "mythologie" personnelle du paradis perdu.
- Au Mexique se déroule sa dernière étape. Il y compose Variaciones sobre tema mexicano en 1952,
- Vivir sin estar viviendo (1944-49) et
- Con las horas contadas, de 1950-56, qui dans les éditions postérieures incorpore
- Poemas para un cuerpo (Malaga, 1957) dans lequel un rythme sec, dur, sans ornementation et en faveur du concept se substitue au style des débuts.
- Ce style atteint sa plénitude dans Desolación de la Quimera (1962).

### Essai critique
- Cernuda est également l'auteur d'une œuvre critique: Estudios sobre poesía española contemporánea (1957) et Poesía y literatura, I et II (1960 et 1964).

### Théâtre
- En 1985 est éditée sa seule œuvre de théâtre, La familia interrumpida.

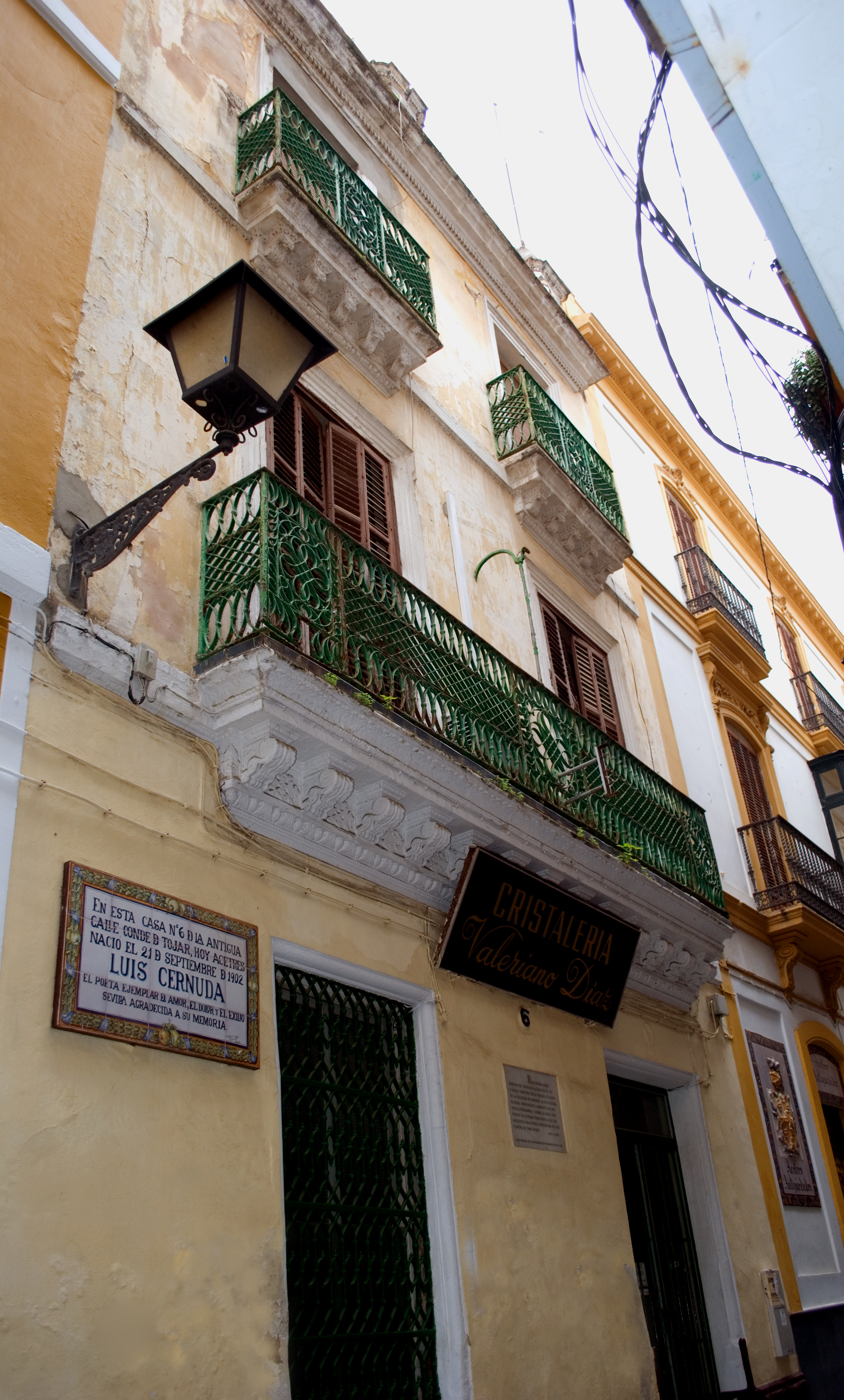
Maison natale de Luis Cernuda

### Traductions françaises
- La Réalité et le Désir, trad. Robert Marrast et Aline Schulman, choix et préface de Juan Goytisolo, Gallimard, 1969
- Luis Cernuda, monographie, choix et traduction de Jacques Ancet, Seghers, Poètes d'Aujourd'hui, 1972
- Les Plaisirs interdits, trad. Jacques Ancet, Fata Morgana, 1981
- Un fleuve, un amour, trad. Jacques Ancet, Fata Morgana, 1985
- Poèmes pour un corps, trad. Bruno Roy, Fata Morgana, 1985, rééd. 2010
- Ocnos, trad. Jacques Ancet, Les Cahiers des Brisants, 1987
- Les Nuages, trad. Anthony Bellanger, postface de Juan Goytisolo, Fata Morgana, 1998
- Jeanne Marie, Los caminos del alma / Les Chemins de l’âme - memoria viva de los poetas del 27’ mémoire vive des poètes de la Génération de 1927, éditions Paradigme Orléans